# Konga distrikt
Konga distrikt är ett distrikt i Svalövs kommun och Skåne län. 
Distriktet ligger nordost om Svalöv. 

## Tidigare administrativ tillhörighet
Distriktet inrättades 2016 och utgörs av socknen Konga i Svalövs kommun.
Området motsvarar den omfattning Konga församling hade vid årsskiftet 1999/2000.